# 八ヶ川ダム
八ヶ川ダム（はっかがわダム）は、石川県輪島市門前町字地原、二級河川・八ヶ川水系八ヶ川に建設されたダムである。
高さ52メートルの重力式コンクリートダム。八ヶ川の治水、門前町などへの利水を目的としたダムである。

## 経緯

### 年表
- 1979年 - 着工
- 1994年 - 竣工

## 八翠湖
ダムによって形成された人造湖は河川の末広がりの幸を祈り「八」と翠多き湖畔の様子を合わせ八翠湖と命名された。ダム本体右岸、左岸、ダム直下は公園として整備されており住民の憩いの場となっている。

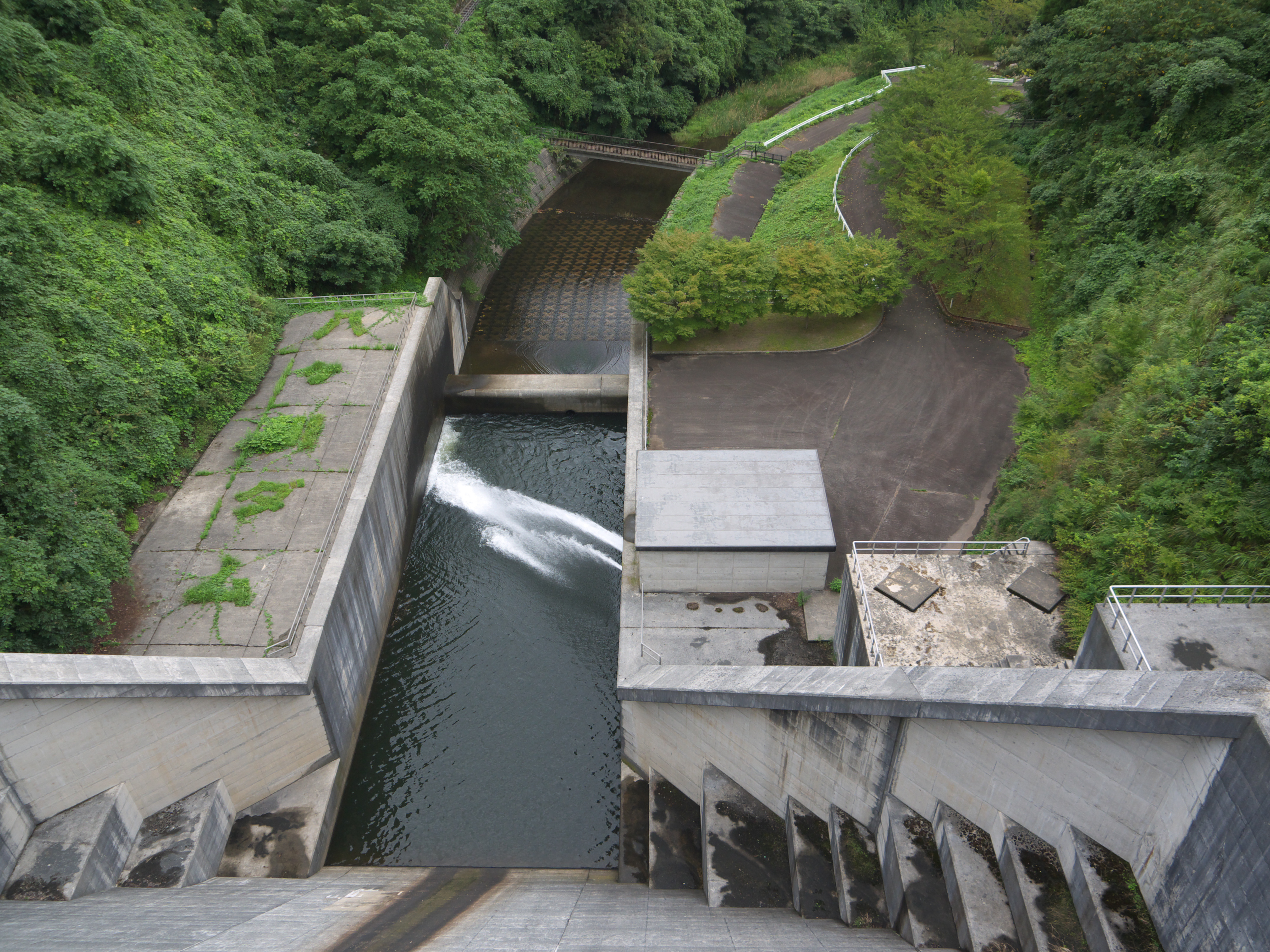
天端よりダム直下公園を望む
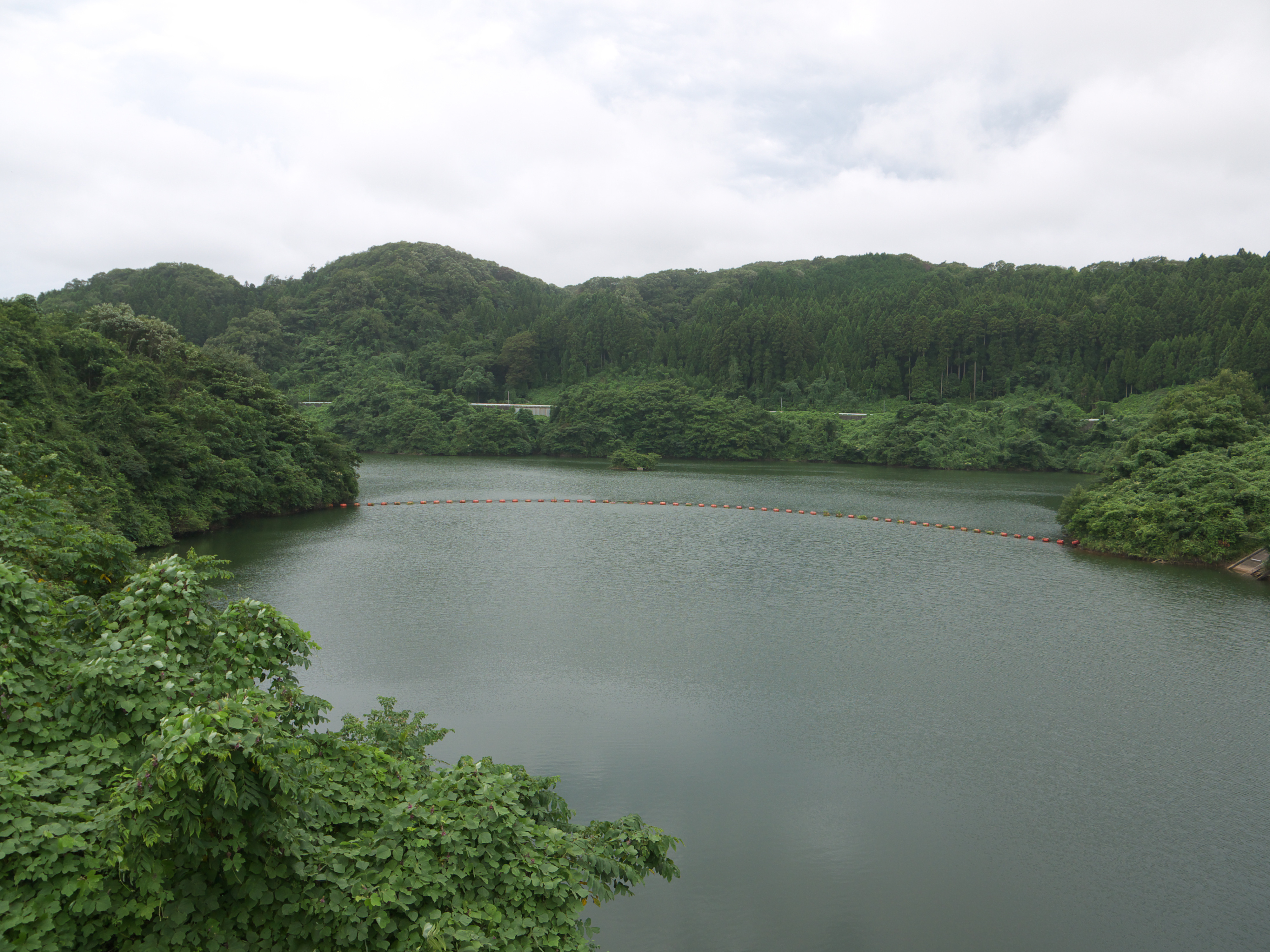
八翠湖